# Futbol'ny Klub BATE Borisov
El Futbol'ny Klub BATE Borisov (pronunciat bʌtə') (en belarús ФК БАТЭ Барысаў) (en rus ФК БАТЭ Борисов) és un club belarús de futbol de la ciutat de Borisov.

## Història
El club va ser fundat l'any 1973 i refundat el 1996. BATE és el patrocinador del club i és l'acrònim de Борисовский завод автотракторного электрооборудования / Borisovski zavod AvtoTraktornogo Elektrooborudovaniya, en català: Equipament electrònic per a automòbil i tractor de Borisov.
L'any 2008 es convertí en el primer club belarús en arribar a la fase de grups de la Lliga de Campions de la UEFA, després de superar els clubs Valur (3-0), RSC Anderlecht (4-3) i Levski Sofia (2-1).

## Futbolistes destacats
- Alexander Hleb
- Vitali Kutuzov
- Yuri Zhevnov
- Egor Filipenko

## Palmarès
- Lliga belarussa de futbol (15):
  - 1999, 2002, 2006, 2007, 2008, 2009, 2010, 2011, 2012, 2013, 2014, 2015, 2016, 2017, 2018

- Copa belarussa de futbol (3):
  - 2006, 2010, 2015

- Campionat de l'RSS de Belarús (3):
  - 1974, 1976, 1979